# Réaux
Réaux – miejscowość i dawna gmina we Francji, w regionie Nowa Akwitania, w departamencie Charente-Maritime. W dniu 1 stycznia 2016 roku z połączenia trzech ówczesnych gmin – Moings, Réaux oraz Saint-Maurice-de-Tavernole – utworzono nową gminę Réaux sur Trèfle. Siedzibą gminy została miejscowość Réaux. W 2013 roku populacja Réaux wynosiła 486 mieszkańców. 